# جوزيف إدوارد ماير
جوزيف إدوارد ماير (بالإنجليزية: Joseph Edward Mayer)‏ (و. 1904 – 1983 م) هو كيميائي، وفيزيائي، وأستاذ جامعي من الولايات المتحدة الأمريكية . ولد في نيويورك .
وكان عضواً في الأكاديمية الوطنية للعلوم، والأكاديمية الأمريكية للفنون والعلوم .
توفي في الولايات المتحدة ، عن عمر يناهز 79 عاماً.

## التعليم
تعلم في معهد كاليفورنيا للتقنية

## مناصب وهيئات
أدار جامعة كاليفورنيا (سان دييغو).